# Jerkiwci (obwód połtawski)
Jerkiwci (ukr. Єрківці) – wieś na Ukrainie, w obwodzie połtawskim, w rejonie łubieńskim. W 2001 liczyła 276 mieszkańców, wśród których 274 jako ojczysty język wskazało ukraiński, a 2 rosyjski.